# Торн Беј (Аљаска)
Торн Беј (енгл. Thorne Bay) град је у америчкој савезној држави Аљаска.

## Демографија
По попису из 2010. године број становника је 471, што је 0 (0,0%) становника више него 2000. године.
| Група             | 2000.       | 2010.       |
| Белци             | 511 (91,7%) | 428 (90,9%) |
| Афроамериканци    | 0 (0,0%)    | 1 (0,2%)    |
| Азијати           | 0 (0,0%)    | 3 (0,6%)    |
| Хиспаноамериканци | 7 (1,3%)    | 8 (1,7%)    |
| Укупно            | 557         | 471         |